# Żdżarka (gromada)
Żdżarka – dawna gromada, czyli najmniejsza jednostka podziału terytorialnego Polskiej Rzeczypospolitej Ludowej w latach 1954–1972.
Gromady, z gromadzkimi radami narodowymi (GRN) jako organami władzy najniższego stopnia na wsi, funkcjonowały od reformy reorganizującej administrację wiejską przeprowadzonej jesienią 1954 do momentu ich zniesienia z dniem 1 stycznia 1973, tym samym wypierając organizację gminną w latach 1954–1972.
Gromadę Żdżarka z siedzibą GRN w Żdżarce utworzono – jako jedną z 8759 gromad na obszarze Polski – w powiecie włodawskim w woj. lubelskim na mocy uchwały nr 17 WRN w Lublinie z dnia 5 października 1954. W skład jednostki weszły obszary dotychczasowych gromad Żdżarka i Szcześniki oraz miejscowość Toki z dotychczasowej gromady Dubeczno – ze zniesionej gminy Hańsk; a także obszar dotychczasowej gromady Luta wraz z miejscowościami Suchawa wieś, Suchawa leśn., Adamki gaj. i Iwanki wieś z dotychczasowej gromady Suchawa oraz obszarem lasu państwowego położonym na południe od drogi Lublin-Włodawa z dotychczasowej gromady Wyryki – ze zniesionej gminy Wyryki; w tymże powiecie. Dla gromady ustalono 9 członków gromadzkiej rady narodowej.
29 lutego 1956 z gromady Żdżarka wyłączono kolonię Kratia, włączając ją do gromady Hańsk w tymże powiecie.
1 stycznia 1958 gromadę zniesiono, włączając jej obszar do gromad: Hańsk (kolonię Leśna, kolonię Świców, kolonię Toki, kolonię Starzyzna, wieś Szczęśniki i wieś Żdżarka) i Wyryki (wsie Iwanki i Suchawa oraz leśnictwo Suchawa) oraz do nowo utworzonej gromady Włodawa (gajówki Adamki i Tarasiuki, kolonię Darczyn i wieś Luta) w tymże powiecie.